# Техніка «двері в обличчя»
Техніка «двері в обличчя» («не в двері, так у вікно», «відмова-потім-відступ», «як відчинити двері, що їх зачинили перед твоїм носом») (англ. door-in-the-face-techinique, DITF) - це метод маніпулювання, який зазвичай вивчається в соціальній психології.  
Суть метода зводиться до того, що переконувач намагається переконати респондента виконати прохання із завищенними умовами, від якого респондент, швидше за все, відмовиться (що є схожим на метафоричне грюкання дверима перед обличчям переконувача). Після цього респондент з більшою ймовірністю погодиться на запит із зменшеними вимогами, ніж якщо той самий запит було б подано окремо.  
Техніку DITF можна порівняти з технікою «нога в дверях» (FITD), при якій переконувач починає з невеликого прохання і поступово збільшує вимоги із кожним запитом.   Метод FITD, як і DITF підвищує ймовірність того, що респондент погодиться на другий запит.  

## Класичний експеримент
У класичному експерименті з дослідження ефективності техніки DITF дослідники розділили учасників на три групи.  У першій групі  експериментатори попросили учасників добровільно консультувати неповнолітніх злочинців по дві години на тиждень протягом двох років (запит із завищеними вимогами). Після відмови групі попросили супроводжувати неповнолітніх правопорушників на одноденну поїздку в зоопарк (невелика вимога). Другій групі одразу дали лише прохання з меншими вимогами. У третій групі  експериментатор описав прохання з великими умовами, але попросив учасників виконати менш вимогливе прохання. 
50% учасників групи 1 погодилися з невеликим запитом, порівняно з 17% у групі 2 і 25% у групі 3. Оскільки кількість погождень на невеликий запит була значно більшою для групи 1, ніж для групи 2, використання методики DITF було успішним. Кількість згод на невеликий запит також була значно більшою для групи 1, ніж для групи 3, що демонструє, що просте виконання більш обтяжливих завдань не так суттєво впливає на відповідність. 
Дослідження 2020 року, опубліковане в Journal of Personality and Social Psychology, повторило результати оригінального експерименту Чалдіні 1975 року. 
Дослідження, що розглядало цю техніку в роздрібній торгівлі, показало, що вона дуже ефективно збільшує продажі.

## Механізми
Важливою темою дослідження DITF є питання, чи є методика DITF ефективною через взаємні поступки чи соціальну відповідальність.  Пояснення, що базується на взаємних поступках є більш поширеним і передбачає взаємність, тобто згоду респондента виконати менший запит як компроміс із початковим запитом.  Пояснення соціальної відповідальності грунтується на ідеї про важливість допомоги іншим, яка змушує респондента відчувати, що він повинен виконати другий менший запит.  Інші пояснення ефекту DITF включають підтримку позитивної самопрезентації та зменшення почуття провини.

### Взаємні поступки та соціальна відповідальність

#### Підтримка соціальної відповідальності
Два дослідження, що порівнювали пояснення DITF через взаємні поступки з поясненнями через соціальну відповідальность, виявили докази на користь ідеї соціальної відповідальності відносно допомоги.  У першому дослідженні учасники читали сценарії DITF, а потім оцінювали, чи відповідні певні вислови цим ситуаціям чи ні. Ці вислови стосувалися або допомоги, або торгу. У другому дослідженні учасники оцінили схожість взаємодії DITF з чотирма іншими ситуаціями: допомога другові, переговори з другом, допомога незнайомцю та перемовини з незнайомцем. Сценарії DITF, використані в обох дослідженнях, були взяті з попередніх досліджень. Загалом, результати свідчать про те, що учасники відчували, що DITF був більш тісно пов’язаний з допомогою, ніж з торгом. Це підтримує пояснення техніки DITF через соціальну відповідальность, оскільки вона пов’язана з допомогою собі, тоді як взаємні поступки пов’язані з перемовинами. 

#### Підтримка як соціальної відповідальності, так і взаємних поступок
Дослідження взаємних поступків та упередження всередині групи, виявили, що як взаємні поступки, так і внутрішньогруповий контекст є важливими в техніці DITF.  Внутрішні групи – це групи, до яких людина вважає, що належить їм, тоді як сторонні групи – це ті, до яких людина не належить і може сприймати їх негативно. У цьому дослідженні брали участь два різних типи конфедератів: конфедератів у групі, які одягалися і поводилися як студенти коледжу, і конфедератів поза групою, які одягалися і поводилися більш офіційно. Внутрігрупові конфедерати представилися як студенти університету, тоді як конфедерати поза групою представилися як студенти приватної бізнес-школи. Усі учасники цього дослідження навчалися в тому самому університеті, що й конфедерати в групі. Конфедерати подали або спочатку обтяжливе прохання, а потім менше, або одразу менше прохання, або запропонували учаснику вибрати з обидвох запитів. Результати показують більше згод другому меншому запиту для конфедератів всередині групи в порівнянні з конфедератами поза групою, але все ще був ефект DITF в контексті позагрупи. Учасники, швидше за все, згоджувались на запити представників своїх соціальних груп, але вони все ще більше відповідали меншому другому запиту для людей за межами своїх соціальних груп. Дослідники припускають, що це є свідченням взаємних поступок, оскільки вплив соціальної групи та ефект DITF працюють незалежно один від одного, отже, має бути інше пояснення DITF, яке не передбачає упереджень всередині групи. 

#### Достатність пояснень
Інше дослідження, яке порівнювало взаємні поступки з соціальною відповідальністю, виявило, що обидва пояснення не є достатніми.  У цьому дослідженні брали участь конфедерати, які просили пожертвування, ходячи по домах. Спочатку учасники отримували прохання з великими, помірними або невелики вимогами. Великий запит передбачав 10 годин волонтерської діяльності протягом кількох тижнів, помірний запит передбачав пожертву в розмірі 30 доларів, а невеликий — пожертву будь-якої суми. Конфедерат подав менший запит після початкового великого або помірного. Потім учасники заповнювали анкету, в якій запитували про усвідомлюваний респондентом обов’язок дотримуватися умов, уявлення про переговори та/або допомогу в ситуації, а також про те, чи був респондент друзями з конфедератом. Результати показують, що учасники з більшою ймовірністю підкорялися друзям, ніж незнайомим людям, метод DITF мав більшу відповідність, ніж лише невеликий запит, а техніка DITF мала більший приріст відповідності для незнайомців. Висновки щодо соціальної відповідальності та взаємних поступок були непереконливими, з високою кореляцією між сприйняттям переговорів і провини, а також провини та зобов'язання. Дослідники припускають, що обидва пояснення працюють разом у ефекті DITF. 

### Самопрезентація
У подібному дослідженні, яке розглядало відмінності між друзями та незнайомими людьми за допомогою техніки DITF, методика DITF була більш ефективною у підвищенні кількості згод для друзів, ніж незнайомців, що суперечить результатам інших досліджень.  Дослідник пояснює результати як доказ важливості самопрезентації, коли друзі використовують техніку DITF. Вони припускають, що потреба респондентів добре подати себе перед друзями мотивує відповідність другому запиту. 

### Зменшення почуття провини
Дослідження впливу почуття провини вказують на те, що воно відіграє важливу роль в ефективності техніки DITF.  Учасники почали дослідження, заповнивши анкету, пов’язану з демографією та здоров’ям. Потім експериментатор сказав учаснику, що він чи вона закінчили експеримент. Коли учасник виходив, експериментатор попросив учасника записувати прийом їжі протягом наступних трьох місяців у рамках більшого дослідження здоров’я. Після відмови експериментатор зробив другий менший запит, щоб учасник записував свої прийоми їжі протягом чотирьох днів. Існувала контрольна група, яка отримала лише другий менший запит. Учасники були віднесені до однієї з чотирьох груп: висока індукція провини та високе зниження рівня провини, висока індукція провини та низьке зниження провини, низька індукція провини та високе зниження провини та низька індукція провини та низьке зниження провини. Заява про високий рівень провини вказувала, що відхилення першого запиту матиме негативний вплив на дослідження, тоді як заява про низьку провину вказувала, що відхилення першого запиту насправді не матиме негативного впливу на дослідження. Заява про зниження рівня провини вказувала на те, що другий запит був би так само корисний, як і перший, тоді як заява про зниження рівня провини вказувала, що другий запит не буде настільки корисним, як перший. Дослідники вимірювали як вербальну, так і поведінкову відповідність меншому другому запиту. Результати вказують на значне збільшення обох типів відповідності для високої індукції провини, високої умови зменшення провини. Для інших умов не було ефекту DITF, оскільки відповідність другому запиту була такою ж, як відповідність для контрольної умови. На думку дослідника, це говорить про те, що почуття провини є єдиним поясненням ефективності техніки DITF. 

## Останні дослідження

### Метакомунікація
У дослідженні, присвяченому методиці DITF, дослідники виявили, що запити DITF, які вимагали метакомунікації у відповідях, мали вищі показники відповідності, ніж запити, які цього не зробили.  Дослідники визначають метакомунікацію як встановлення соціальних кордонів. Це важливо, оскільки техніка DITF часто залучає незнайомців, які роблять надзвичайні запити, які можуть викликати відповідь, яка вимагає метакомунікації. Наприклад, людина може використовувати метакомунікацію, щоб вказати на недоречність того, щоб незнайомець звертався з таким надзвичайним проханням. Це дослідження включало чотири різні групи: одна, яка починається з великого запиту і включає метакомунікативну заяву, друга починається з великого запиту і виключає метакомунікативну заяву, одна з лише меншим запитом і включає метакомунікативну заяву, і одна з лише меншим запитом. і виключаючи метакомунікативне висловлювання. Для всіх груп один з конфедератів попросив учасників заповнити анкету про діяльність кампусу. Великий запит займав кілька годин, а менший – 20 хвилин. У групах, які починали з великого прохання, конфедерат йшов за меншим після відмови. Запити з метакомунікацією містили речення про те, що «Це якось незручно. Є ще дещо, про що я хотів би запитати у вас, але скажіть мені, якщо навіть це здається недоречним для незнайомих людей», перш ніж заповнити 20-хвилинну анкету (стор. 92).  Результати показують значно більшу відповідність запитам, які включали метакомунікативну заяву. Дослідники припускають, що чітке твердження щодо соціальних кордонів змушує учасників дотримуватися, щоб уникнути втягування в метакомунікативний конфлікт. 

### Реверсивна психологія
Дослідження, що вивчають зворотну психологію, показали, що учасники використовували техніку DITF у своєму повсякденному житті.  Вони також використовують інші тактики зворотної психології, такі як FITD. Було два дослідження, які розглядали власний досвід учасників з використанням зворотної психології, яку ці дослідники називають стратегічною самоконформністю. Перше дослідження складалося з відкритого опитувальника, який запитував учасників про випадки, коли вони використовували стратегічну антиконформність. У другому дослідженні запитувалися конкретні випадки різних типів стратегічної самовідповідності, як-от DITF і FITD. Результати показують, що більшість учасників могли б навести приклади власного використання тактики зворотної психології, і що ймовірне пояснення цього — потреба в соціальному заспокоєнні. 

### Грошове вимагання
Дослідження, присвячене поведінковій, а не тільки вербальній відповідності пожертвувати гроші, показало, що методика DITF була ефективною.  У дослідженні взяли участь чоловіки та жінки, які замовили лимонад у ресторані та вступили в розмову, перш ніж чоловік голосно оголосив, що йде, щоб купити частину для свого велосипеда. Після того, як він пішов, жінка-конфедератка вголос заявила, що чоловік не заплатив, і попросила учасника, який сидів біля неї, сплатити загальний рахунок. В умовах DITF жінка-конфедератка запитала, чи буде учасник сплатити частину рахунку після відмови сплатити загальний рахунок від кожного учасника. У контрольній групі жінка-конфедератка зробила лише другий менший запит. Техніка DITF дала значно більше поведінкової відповідності, ніж контроль, що показує, що техніка DITF працює не тільки для усної згоди. 

### Роздрібна торгівля
Дослідження, яке вивчало техніку DITF у роздрібній торгівлі, показало, що вона дуже ефективна для збільшення продажів.  У цьому дослідженні експериментатор продавав сир людям, які проходили повз хатину в австрійських Альпах. Експериментатор змінював п’ять умов: умова DITF, коли експериментатор спочатку намагався продати два фунти сиру за вісім євро, а потім один фунт сиру за чотири євро, умова DITF з акцентом на поступку, в якій експериментатор сказав, що два фунтів, ймовірно, було занадто багато, умова DITF з акцентом на довіру до експериментатора, який носив традиційний одяг і говорив на гірському діалекті, умова DITF з акцентом як на поступку та довіру, так і контрольна умова, в якій експериментатор зробив лише другий менший запит. Результати показують підвищену відповідність для другого запиту в усіх умовах DITF порівняно з контролем. Умова DITF з акцентом на поступку та довіру мала найбільше збільшення відповідності. Дослідники припускають, що техніка DITF може бути корисною в інших умовах роздрібної торгівлі. 
Дослідники досліджували методику DITF в ресторані і виявили, що вона ефективна, якщо немає затримки між першим і другим запитом.  Офіціантам доручили запитати випадково відібраних відвідувачів ресторану, чи хочуть вони десерту наприкінці їжі. Якщо учасник відмовлявся, офіціантка або відразу запитувала, чи хоче учасник чаю чи кави, або чекала три хвилини, щоб запитати. Результати показують підвищену відповідність другому запиту щодо негайного, але не відкладеного. Дослідники припускають, що ці результати мають значні наслідки для ресторанної індустрії, зокрема важливість визначення часу серверів, коли ресторан зайнятий. 

### Академіки
У дослідженні, присвяченому методам дотримання правил для дітей для завершення академічної роботи, дослідники виявили, що техніка DITF була найбільш ефективною. У дослідженні було три групи учасників 2-го класу: FITD, DITF та контрольна групи.  Один вчитель попросив групу FITD виконати простий лист із 15 запитань, а потім через 15 хвилин інший вчитель попросив заповнити таблицю з 20 запитань. Спочатку групу DITF попросили заповнити аркуш із 100 запитань. Після відмови групі попросили відповісти на 20 запитань. Контрольну групу попросили заповнити таблицю з 20 запитань. Дослідники перевірили відповідність, а також математичні здібності учнів, якість роботи та кількість необхідної допомоги. Результати показують, що методика DITF була ефективною для підвищення рівня відповідності порівняно з FITD та контрольними умовами. Група DITF також потребувала менше допомоги дорослих для заповнення робочого аркуша. Загалом, дослідники припускають, що DITF може бути корисною технікою, щоб змусити студентів виконувати свою академічну роботу. 

### Технологія
Дослідження впливу DITF на збір коштів в Інтернеті показують, що техніка DITF працює в електронному контексті.  У цьому дослідженні розглядалися пожертвування дітям, які постраждали від мін. На домашній сторінці сайту розміщено фотографії дітей з травмами. У контрольному стані домашня сторінка просила пожертвувати та перенаправляла учасників на сторінку із зображенням та кількома посиланнями на сторонні благодійні організації. У стані DITF домашня сторінка попросила учасників допомогти дітям у фотографіях. Посилання перенаправляло учасників на сторінку, де їх просили витрачати кілька годин на тиждень, шукаючи людей, щоб зробити пожертви для сайту. На сторінці були посилання для відповіді на запитання. Після відмови учасники були перенаправлені на ту саму сторінку, що й контрольна група, яка мала посилання на сторонні благодійні організації. Дослідник вимірював кількість кліків за цими посиланнями, а не фактичні пожертвування. Результати показують, що учасники з умовою DITF були більш охоче натискали на зовнішні посилання, ніж ті, що були в контрольній умові. Дослідник підкреслює, що ці результати вказують на те, що методика DITF може бути ефективною в електронних контекстах. 
У дослідженні, яке досліджувало ефективність методів FITD і DITF у віртуальному світі, дослідники виявили, що обидві методи допомагають підвищити відповідність.  Дослідження проводилося у віртуальному світі під назвою «There.com», де користувачі створюють аватари для взаємодії з аватарами інших користувачів. В умовах DITF експериментатор підійшов до аватара іншого користувача і попросив помірного запиту, який передбачав скріншот 50 різних місць. Після відмови експериментатор подав менший запит, який мав зробити один скріншот. В умовах FITD експериментатор починав з меншого запиту, а потім дав помірний. Умова контролю включала лише менший запит. Для половини учасників аватар експериментатора був темношкірим, а для іншої половини — світлошкірим. Результати показують, що методи FITD і DITF підвищили відповідність другому запиту порівняно з контрольною умовою, хоча техніка DITF була менш ефективною для темношкірого аватара. Не було ефекту кольору шкіри для стану FITD. Дослідники припускають, що ці результати ілюструють соціальний перехід із реального життя у віртуальний світ. 

## DITF проти FITD
Метааналіз результатів 22 досліджень, що порівнювали методи DITF і FITD, показав, що не було суттєвих відмінностей в ефективності двох методів.  Загалом вони обидва показали однакові показники відповідності в багатьох дослідженнях, які використовували порівнянні цільові запити. 

### Поєднання DITF і FITD
У ряді досліджень щодо методів відповідності дослідник знайшов докази ефективності техніки «нога в обличчя » (FITF), яка поєднує методи DITF і FITD.  Техніка FITF включає два помірно складних запити, які однаково вимогливі.
Дослідження 1 : Конфедерати попросили одну групу учасників прочитати температуру, а іншу — тиск повітря. Незалежно від того, чи виконали учасники перше прохання, їм надавали друге. Одна група спочатку зчитувала температуру, а інша – тиск повітря. Результати показують, що учасники з більшою ймовірністю погоджувалися на другий запит після першого, ніж на другий ізольовано, незалежно від того, чи було це зчитувати температуру чи тиск повітря. Були учасники, які виконали обидва запити, але були й учасники, які виконали друге, але не перше.
Дослідження 2 : Це дослідження було дуже схоже на перше, за винятком того, що одній групі було надано другий запит одразу після першого, а іншій групі — через два-три дні після першого. Прохання полягали в тому, щоб заповнити анкету або записати фрагмент книги. Результати показують, що затримка між запитами була ефективнішою для учасників, які виконали перший запит, тоді як негайний запит був ефективнішим для тих, хто відхилив перший запит.
Дослідження 3 : у цьому дослідженні використовувалися ті самі запити з дослідження 2. Конфедерати негайно зробили другий запит до учасників, які відхилили перший, але чекали два-три дні на тих, хто виконав перший запит. Результати показують, що в цілому була значно більша відповідність другому запиту, і що учасники, які погодилися на перший, з більшою ймовірністю погодились на другий, ніж ті, хто відхилив початковий запит.
Ці три дослідження надають докази на підтримку ефективності техніки FITD, оскільки вона підвищила відповідність у всіх трьох експериментах. Дослідник припускає, що метод FITD може бути кращим, ніж DITF, оскільки він не чинить такого тиску на людей, щоб вони дотримувалися його. 

## Дивіться також
- Техніка «нога в двері».
- Ефект обрамлення (психологія)
- Вікно Овертона